# Abus de blanc-seing
 (mai 2022).
L' abus de blanc-seing est une fraude consistant à insérer une annotation au-dessus de la signature d'un cocontractant. Cela peut être une précision créant une obligation ou quelconque acte juridique pouvant porter atteinte aux droits de la partie qui contracte de fait à son insu.

## France
En France, la jurisprudence considère que l'abus de blanc-seing suppose que la signature en blanc (c'est-à-dire le blanc-seing) ait été confiée en vue d'une inscription convenue qui n'est pas respectée.
Jusqu'au Nouveau Code Pénal de 1992, l'abus de blanc seing était une infraction propre (sanctionnée à l'article 407 de l'Ancien Code Pénal)
Depuis l'entrée en vigueur du Nouveau Code Pénal, assimilé à l'abus de confiance; l'abus de blanc-seing est puni de trois ans d'emprisonnement et de 375 000 euros d'amende en France (article 314-1 du Code pénal).

## Sources
- ledroitcriminel.Fr

- Cour de Cassation, Chambre criminelle, du 6 juin 1988, 87-83.913

- Legavox